# 冨田圭潤
冨田 圭潤（とみた けいじゅん、1977年（昭和52年）8月8日 - ）は、福井県出身の日本の実業家。株式会社カーチスホールディングス代表取締役社長。

## 経歴
1977年（昭和52年）8月8日、福井県福井市に生まれる。福井市春山小学校、福井市明道中学校、福井県立藤島高等学校と地元の公立学校に進学する。1996年（平成8年）4月には一橋大学法学部に入学する。在学時は競技ダンス部に所属し、第44回全日本学生競技ダンス選手権大会において個人の部・団体の部ともに優勝を飾った。
2000年（平成12年）、一橋大学法学部を卒業。同年4月、オリエント貿易（現：エイチ・エス・フューチャーズ）に入社する。2002年（平成14年）4月には、オリエント・トラディションFX（現：外為どっとコム）に、2004年（平成16年）4月には日本M&Aマネジメント入社。大手居酒屋チェーンのM&A、不動産会社に対する節税スキームの立案など多方面に渡り活躍した。
2009年（平成21年）1月に、カーチスホールディングスの執行役員に就任。同年3月には、カーチスホールディングスのグループ会社であるカーチスの代表取締役社長に就任した。
2009年4月にはカーチスホールディングスの常務執行役員、6月には取締役、7月には常務取締役と数々の職務に就任し、2009年12月、カーチスホールディングスの代表取締役社長に就任した。
2015年4月カーチスホールディングス社長として同社の復配を発表した。